# Wilhelmina Wendt
Wilhelmina "Tiddit" Wendt, född 8 augusti 1896 i Perstorp, död 26 juni 1988 i Perstorp, var en svensk silversmed.
Wilhelmina Wendt var ett av tolv barn till ägaren till Skånska Ättiksfabriken i Perstorp Wilhelm Wendt och Minna Pauly. Hon hade från 1946 sin verkstad på Skånska Ättiksfabrikens fabriksområde, där idag Plastens Hus ligger, fram till 1968.
Hon formgav vid mitten av 1930-talet prydnadsföremål av isolit från Skånska Ättiksfabriken i kombination med silver. Hon gjorde bland annat brickor, skrivställ och askar i svart isolit med inlagda figurer i silver.

## Uppväxt och utbildning
Wilhelmina Wendt föddes som nummer fem av 12 barn till Minny och Wilhelm Wendt. Fadern var grundare av och ägare till Stensmölla Kemisk Tekniska industri, senare benämnd Skånska Ättiksfabriken, idag känt som Perstorp AB. Namnet Wilhelmina valdes av föräldrarna, då de ursprungligen hade önskat en son som skulle föra faderns namn vidare. Under hela sitt liv skulle hon undvika namnet Wilhelmina, som hon starkt ogillade. I stället kallade hon sig ”Tiddit” eller ”Tittit”. Hennes arbeten är därför genomgående signerade ”T. Wendt” eller bara ”T.W.”
Wilhelmina Wendt fick sin tidiga utbildning i Helsingborg där hon gick i flickläroverk och bodde i skolhushåll med sina syskon. Under första världskriget expanderade faderns verksamhet med nya produkter, bland annat utförda i materialet Indolack, skapat av en indisk teknologie doktor, Innanendra Das Gupta, utbildad i Berlin. Detta var Skandinaviens första plastmaterial. Några år senare vidareutvecklades produkten, som kallades Isolit, ett material som med tiden skulle få stor betydelse för Wilhelmina Wendts konstnärliga verksamhet. Isolit har liknande egenskaper som det mer kända Bakelit.
Efter första världskriget drabbades Wilhelmina Wendt av problem med sitt ena knä. Sjukdomen kom att leda till ett antal utlandsresor för att söka specialistvård. När hon senare blev frisk drabbades faderns verksamhet av strejker och ekonomiska problem. Detta ledde till att Wendt och hennes syskon fick engagera sig i företaget för att upprätthålla produktionen. År 1924 dog fadern i en olycka på fabriken. Alla dessa händelser bidrog till att hennes konstnärliga utbildning inte kunde påbörjas förrän hon fyllt 30 år, 1926. Inspiration till att söka till Högre konstindustriella skolan i Stockholm fick Wilhelmina Wendt genom att arbeta tillsammans med arkitekten Per Torndahl, som 1922–1926 drev en ateljé i en av Ättiksfabrikens byggnader, glashyttan där man tidigare tillverkat flaskor. Ateljé Torndahl kom att tillverka konstnärligt utförda armaturer i koppar, mässing och nysliver. Genom signerade verk vet man att Wilhelmina Wendt deltog i tillverkningen, även om det är oklart vem som ytterst stod för formgivningen. När Per Torndahl återvände till Stockholm 1926 följde Wilhelmina Wendt honom.

## Karriär
Wilhelmina Wendt utexaminerades från Högre Konstindustriella Skolan år 1929. Hon har själv i en kortfattad biografi nedtecknad långt senare (1981) beskrivit att det vid denna tid rådde en ekonomisk ”baisse”. Börskraschen i New York samma år hade fått katastrofala följder även för svensk ekonomi och det var svårt att hitta arbete för en ung konsthantverkare. 
”När jag slutat på Konstfack och tagit gesällen sökte jag anställning:
1/ Statsrådet Fredrikson rådde mig att slå mig ner i Enskede.
2/ Erik Killander att dela att ateljé med Maj ’Någonting’.
3/ Jag kunde inte bli metallslöjdslärare. Gunnar Nilsson, som hade med sådant att göra, sade det till min magister där jag hospiterade, enär kvinna, trots duglighet. Alltså inte till mig! Men jag hade god hörsel och ilsknade till över den förspillda tiden. De kunde underrättat mig strax därom.
4/ Efter ritningar på Paris-utställningen ville Bolin samarbeta, men när han hörde att jag hade hela Ättiksfabriken bakom ryggen kunde de ju inte ”nära en orm vid sin barm”.
5/ Estrid Erikson: ”Jag kan inte peta in en dam bland mina 20 gubbar” och hennes blickar gingo upp och ner från huvud till mina fötter.
6/ Hos Fleming kunde jag få stå i kö som nr 11 eller 14.
7/ Helge Lindgren försökte att inte titta för noga på ritningarna, för han kunde ju taga intryck av dem.
Så vad skulle jag göra? Dalagubbar i tråd i isolit var det första provet. Resultatet verkade ’förbluffning’ hos lärarna. Färngren och arkitekt Nilsson och långe Johan skakade högtidligt hand med mig.”
Wilhelmina Wendt deltog med en tennljusstake som hade en dekor i form av stockholmsmotiv på Stockholmsutställningen 1930. Hon tycks ha hankat sig fram på kortare arbeten, bland annat hos den ovan nämnde Per Torndahl, där hon 1932 var anställd i fem månader. 
Wilhelmina Wendt blev Sveriges första kvinnliga silversmedsmästare och drev egna verkstäder med traditionell silvertillverkning, först i Malmö och sedan i Helsingborg. Idén att kombinera silver med isolit, som redan tycks ha dykt upp under slutet av utbildningen på Högre konstindustriella, kom att bli Wilhelmina Wendts signum. Hennes stil påverkades av 1920-talets dekorativa stil med figurativ dekor. Kombinationen av det blanka silvret och den mattsvarta isoliten i hennes tidiga arbeten vittnar om Art déco-tidens elegans.
Hon samarbetade med sina bröder Guy och Carl Wendt som ansvarade för plast- respektive hartstillverkningen i Perstorp. Efter ett antal försök beslöt Skånska Ättiksfabriken att satsa på Wilhelmina Wendts idé, silverisolit. På 1940-talet flyttade tillverkningen av silverisolit till Perstorp och 1948 återvände även Wilhelmina Wendt till födelseorten, där hon lät bygga ett hus till sig själv.
Tillverkningen i Perstorp började 1946 och kom att drivas i egen regi fram till 1968 då verksamheten såldes till en av de anställda. Wilhelmina Wendt koncentrerade sig främst på produktutveckling och att rita förlagor till varor såsom t.ex. bestod av brickor, coasters, skålar och mindre burkar.
Wilhelmina Wendt är begravd på Perstorps gamla kyrkogård.